# René Villalba
René Orlando Villalba Paniagua, noto semplicemente come René Villalba (Asunción, 8 luglio 1981), è un giocatore di calcio a 5 paraguaiano.

## Carriera

### Club
Laterale brevilineo e fantasioso, René Villalba approda nel campionato italiano nel 2003, seguendo le orme del fratello Walter che giocava nel Montesilvano. Dopo un triennio in Abruzzo, nella stagione 2006-07 raggiunge il fratello al Reggio, mentre nella stagione seguente passa alla Luparense. Nell'unico anno di permanenza a San Martino la squadra centra il triplete, vincendo campionato, Coppa Italia e Supercoppa. 
Nel 2008-09 è ceduto alla neopromossa Barrese con cui raggiunge la qualificazione ai play-off scudetto. Gioca quindi un biennio al Gruppo Sportivo ISEF con cui vince il campionato di Serie B 2009-10.
Dopo due stagioni disputate in patria, nel 2013 fa ritorno in Italia accasandosi nella Libertas Eraclea in Serie A2. Problemi legati al transfer internazionale ne impediscono l'utilizzo, così il dicembre successivo il laterale si trasferisce al Policoro in Serie B, con cui conquista immediatamente la promozione. Al termine della stagione fa ritorno in patria per giocare con il Cerro Porteño.

### Nazionale
Punto fermo della Nazionale paraguaiana, René Villalba ha preso parte a due Copa América e a quattro Mondiali: Taipei 2004, Brasile 2008, Thailandia 2012 e Colombia 2016.

## Palmarès
- Campionato italiano: 1

Luparense: 2007-08
- Coppa Italia: 1

Luparense: 2007-08
- Supercoppa italiana: 1

Luparense: 2007
- Campionato di Serie B: 2

ISEF: 2009-10
Policoro: 2013-14